# Tobere
Tobere is een dorp in het district North-West in Botswana. De plaats telt 448 inwoners (2011).